# Лінивка-чорнопер червонодзьоба
Лінивка-чорнопер червонодзьоба (Monasa nigrifrons) — вид дятлоподібних птахів родини лінивкових (Bucconidae).

## Поширення
Він мешкає в різних регіонах Південної Америки, таких як Бразилія, Болівія, Колумбія, Еквадор, Перу. Природними середовищами існування є субтропічні та тропічні вологі низинні ліси, субтропічні та тропічні болота та сильно деградований колишній ліс.

## Опис
Птах середнього розміру з чорним оперенням та помаранчево-червонуватим дзьобом.

## Спосіб життя
Птах полює великих комах, павуків, маленьких жаб і ящірок. Гніздиться в норі завдовжки до 50 см, яку викопує у піщаних ярах. Гніздова камера вкрита сухим листям. Самиця відкладає 2, рідше 3, яскраво-білих яєць. Обидві статі висиджують яйця і годують молодняк.